# Петрович, Александр Радомир
Александр Радомир Петрович (серб. Aлекcaндap Петpoвић / Aleksandar Radomir Petrović; 1 февраля 1985, Пирот, СФРЮ) — сербский футболист, полузащитник.

## Карьера
Профессиональную карьеру начал в клубе «Црвена Звезда» Белград, но за основной состав не выступал, а играл на правах аренды в «Бежании» (2003—2004), «Младеноваце» (2004), «Хайдуке» Белград (2004—2005). В 2005—2006 играл в «Младеноваце», в 2006—2007 — в «Хайдуке» Кула. В 2007—2008 годах выступал в российском «Шиннике» Ярославль, до 2013 года играл за различные сербские клубы. С 2013 — в македонском «Вардаре».